# Jasnaja Polana (obwód orenburski)
Jasnaja Polana (ros. Ясная Поляна) – osiedle w Rosji, w obwodzie orenburskim, w rejonie taszlińskim. W 2010 liczyło 760 mieszkańców.